# 加茂バスストップ
加茂バスストップ（かもバスストップ）は、島根県雲南市加茂町神原の松江自動車道にあるバス停である。
「（仮称）加茂BSスマートインターチェンジ」の建設工事（後述）に伴い、2020年（令和2年）4月1日にバス停を島根県雲南市加茂町大崎の加茂岩倉PA（当PAから2.2km松江・出雲寄り）へ仮移転した。2022年（令和4年）11月1日に、雲南加茂スマートインターチェンジ内に整備されたバス停に移設された。

## 停車する路線
| のりば | 愛称             | 会社名             | 行先                                             | 備考               |
| ------ | ---------------- | ------------------ | ------------------------------------------------ | ------------------ |
| 上り線 | グランドアロー号 | 一畑バス・広島電鉄 | 松江（松江駅）                                   | 特急便・普通便のみ |
| 下り線 | グランドアロー号 | 一畑バス・広島電鉄 | 広島（大塚駅・広島バスセンター・広島駅新幹線口） | 特急便・普通便のみ |

## 雲南加茂スマートインターチェンジ
雲南加茂スマートインターチェンジ（うんなんかもスマートインターチェンジ）は、島根県雲南市加茂町三代にある松江自動車道のスマートインターチェンジである。
本線直結型である。利用可能車種はETC搭載の全車種で、24時間運用。上下線ともに出入可となっている。建設に際し雲南市とNEXCO西日本は39億円の事業費を投じた。
スマートインターチェンジの名称は、所在地である雲南市加茂町と、雲南の市名を全国に発信するという目的で決められた。島根県内でのスマートインターチェンジの設置は、浜田自動車道の金城スマートインターチェンジについで2例目となっている。

### 道路
- E54 松江自動車道（6-1番）

### 接続する道路

#### 直接接続
- 市道加茂インター線[3]

#### 間接接続
- 国道54号[6]

### 歴史
- 2017年（平成29年）7月21日 : 国土交通省より新規事業化[7][3]。
- 2021年（令和3年）11月30日 : IC名称が「加茂BSスマートIC（仮称）」から「雲南加茂スマートIC」に正式決定[8]。
- 2022年（令和4年）8月7日 : 供用開始[9]。
- 2022年（令和4年）11月1日：IC内に移設された加茂BSが供用開始[2]。

## 周辺
神原企業団地

南加茂工業団地

雲南市加茂文化ホール ラ・メール

雲南市加茂B&G海洋センター ラソンテ

セブン-イレブン雲南南加茂店

## 隣
E54 松江自動車道
(6) 三刀屋木次IC - (6-1) 加茂BS/雲南加茂SIC - 加茂岩倉PA - (29) 宍道JCT

## バス停へのアクセス
- 雲南市民バス 加茂南回り線・「高速バス待合所 バス停」

## 位置情報
- 北緯35度19分58秒 東経132度53分50秒 / 北緯35.33278度 東経132.89722度
- 木次［北西］ - 地理院地図
- 雲南市加茂町神原 - Google マップ